# 張珤
張珤（1493年—16世紀），字國信，湖廣岳州府巴陵縣人，明朝政治人物。

## 生平
張珤個性沉毅，是正德十四年（1519年）中式己卯科湖廣鄉試第七名舉人，嘉靖二年（1523年）成進士，獲授刑部主事。當時御史馮恩談論大臣得失，都御史汪鋐打算置對方於死地，他上奏後令馮恩得減刑；之後他外任太平府知府遇上旱蝗，他下令捕蝗者可得到糧食，人民爭相抓捕，蝗蟲因此消滅，年多後辭官回鄉，家裡環境蕭然。
不久張珤得到言官推薦，出任鎮江府知府，其時海盜出沒，他用計擒拿巨寇數人，境內得以安寧；升廣西副使，因事降為吉安同知，轉任工部郎中，嘉靖二十四年（1545年）補官廣東巡海副使，很快擢任廣西右參政，未受命已經去世。

## 家族
曾祖张铠。祖父张志礼，典史。父张葵。母劉氏，继母雷氏。具庆下。弟张瑶、张珀。

## 引用
1. 1 2  光緒《巴陵縣志·卷二十八·人物志一》：張珤，字國信，嘉靖癸未進士，授刑部主事，時御史馮恩論大臣得失，都御史汪鋐欲置之死 《明史》馮恩傳：以劾汪鋐等得罪，時稱四鐵御史 ，珤執奏得末減，出知太平府。值歲旱蝗，令捕蝗者人給穀，民爭捕之，蝗遂盡 《湖廣通志》 ，踰年乞歸 丙寅府志：厯官廣西參政致仕 ，環堵晏如。久之言官薦徵守鎮江，維時盜出沒江洋，珤以計擒巨寇數人，境內始安；升廣西副使，坐事左遷吉安同知，尋轉工部郎中，出補廣東巡按副使，尋擢廣西右參政，未聞命卒。性沈毅，人不可以私干。 《分省人物考》
2. ↑  光緒《巴陵縣志·卷二十二·選舉志一》：（正德）十四年己卯（舉人）……張珤……（嘉靖）二年癸未（進士） 張珤 姚淶榜，《題名碑錄》賜進士出身
3. ↑  《明世宗肅皇帝實錄·卷三百三》：（嘉靖二十四年九月甲子）陞南京工部營繕司郎中張珤、四川順慶府知府朱簠俱為按察司副使，珤廣東，簠四川。
4. ↑  四庫全書《湖廣通志·卷五十六·人物志》：張珤，巴陵人，萬厯【嘉靖】癸未進士，官刑部主事，時御史馮恩論大臣得失，都御史汪鋐欲置之死，珤執奏得末減，遷太平守值旱蝗令，捕蝗者給以穀，民爭捕之，蝗遂盡；守鎮江擒盜有功，累官至廣西參政，珤性沈毅，人不可干以私。
5. ↑  龚延明主编. . 宁波: 宁波出版社. 2016. ISBN 978-7-5526-2320-8. 《天一閣藏明代科舉錄選刊.登科錄》之《嘉靖二年癸未科進士登科録》